# رأس المال المعلوماتي

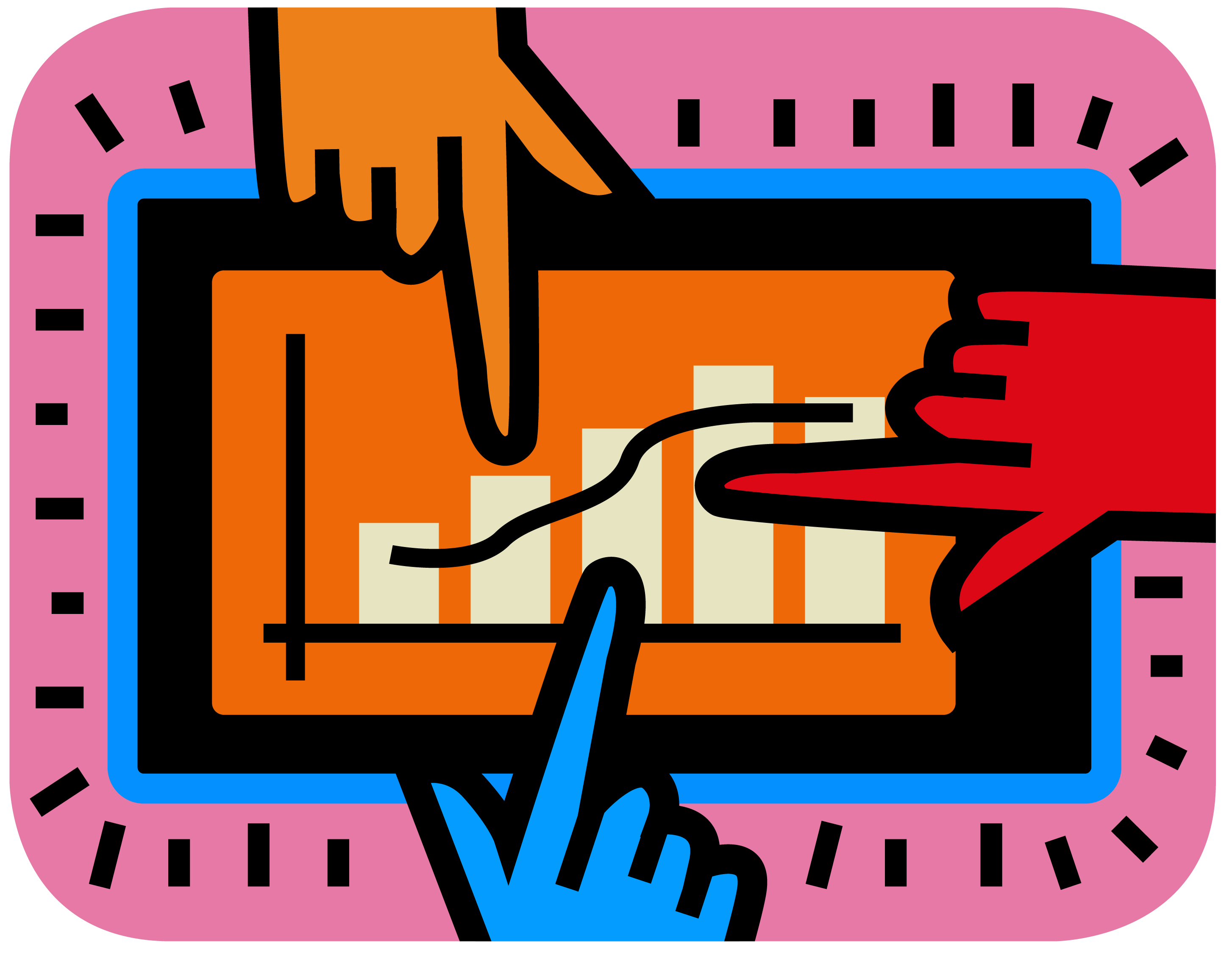
رأس المال المعلوماتي هو مجموعة من البيانات التي تكون قيّمة للمنظمة ويمكن الوصول إليها من خلال أنظمة التخزين المختلفة

يُعبر مفهوم رأس المال المعلوماتي (بالإنجليزية: Information capital)‏ عن قيمة المعلومات بوصفها مورداً أساسياً يمكن مشاركته والاستفادة منه داخل وبين المنظمات. ويؤكد هذا المفهوم على أن مشاركة المعلومات تُعد وسيلة لتحقيق تبادل السلطة ودعم الموظفين وتحسين عمليات العمل. ويمثل رأس المال المعلوماتي جزءًا من المعرفة المتاحة، والتي يمكن استخدامها لتبادل رأس المال المعرفي.

## نظرة عامة
في مجال الإدارة، يوصف رأس المال المعلوماتي عادةً على أنه مجموعة من البيانات التي تكون قيّمة للمنظمة ويمكن الوصول إليها من خلال أنظمة التخزين المختلفة للبيانات، مثل الأنظمة الداخلية والإنترنت، وقواعد البيانات الحاسوبية، والمكتبات، وشبكات تبادل المعلومات. ويمكن استخدام رأس المال المعلوماتي ليس فقط من المنظمات ولكن من الأفراد أيضًا. على سبيل المثال، إذا كان استخدام رأس المال المعلوماتي يمكّن الفرد من تحليل إنفاقه على نوع معين من المنتجات وتحديد كيف يقارن بالنسبة لإنفاقه على منتجات أخرى أو بالنسبة لإنفاق الآخرين، فقد يؤثر هذا على قراراته الشرائية المستقبلية.
في عصر المعلومات، يعتمد الاستخدام الفعال لرأس المال المعلوماتي بشكل كبير على استعداد رأس المال المعلوماتي مع تكنولوجيا المعلومات، حيث يستخلص رأس المال المعلوماتي من استعداد نظم المعلومات. لذلك، قد تحصل الشركات التي تستثمر أكثر في أنظمة تكنولوجيا المعلومات على ميزة تنافسية على الأعمال التجارية الأخرى.

## سوق رأس المال المعلوماتي
أسواق رأس المال المعلوماتي هي أسواق تجارية لشراء وبيع المعلومات والبيانات. تربط هذه الأسواق بين مجمعي البيانات والمؤسسات والأفراد الذين يحتاجون إلى المعلومات للأغراض العلمية أو التجارية أو أي غرض آخر. وتفرض أنظمة تنظيمية مثل قانون حماية البيانات لعام 1998 [الإنجليزية] وتوجيه حماية البيانات [الإنجليزية] لمراقبة سوق رأس المال المعلوماتي ومنع استخدام المعلومات الشخصية بطرق غير لائقة من قبل مجمعي البيانات أو أي أفراد أو مؤسسات أخرى. على الرغم من أن المعلومات تشترى وبيعها منذ العصور القديمة، إلا أن فكرة سوق المعلومات هي حديثة نسبيًا.
تشكلت أول سوق معلومات مثل نوعية المكتب الائتماني [الإنجليزية] لتبادل المعلومات الشخصية في صناعة الخدمات المالية. ولكن منذ ذلك الحين، تغيرت سوق المعلومات بشكل جذري. في الوقت الحالي، تستضاف أسواق المعلومات بشكل رئيسي على أنظمة تجميع البيانات الإلكترونية. ويمكن الوصول إلى معظمها من قبل الحكومات والمؤسسات في القطاع الخاص أو أي قطاع آخر. ويمكن الوصول إلى بعض منصات سوق رأس المال المعلوماتي مباشرة من قبل الجمهور، على سبيل المثال، شركة "سويسيل سيف" والتي هي أداة لنسخ احتياطي وسائل التواصل الاجتماعي والتي تتيح للمستخدمين تنزيل محتواهم من مجموعة متنوعة من شبكات التواصل الاجتماعي إلى مخزن بياناتهم الشخصي الخاص وبعد ذلك بيع هذه المعلومات مباشرة.

## عصر البيانات الضخمة
البيانات الضخمة عبارة عن كميات كبيرة من المعلومات ضخمة ومعقدة بحيث يصبح من المستحيل تحليلها باستخدام تقنيات معالجة البيانات التقليدية، والتي تتطلب تقنيات خاصة بدلاً من ذلك.
التطورات الحديثة في تحليلات البيانات الضخمة لديها القدرة على تغيير الطريقة التي يعمل بها سوق رأس المال المعلوماتي في الوقت الحاضر، لأنه إذا كانت المنظمات التجارية قادرة على تحليل وتنظيم المعلومات حول ملايين الأشخاص في أي جزء من العالم، فإن هذا سوف ينفي قيمة المعلومات التي يأتي من فرد أو مؤسسة واحدة، وسيسمح للشركات باتخاذ قرارات تعتمد على البيانات بشكل أسرع وأكثر دقة. حتى أن بعض العلماء يتوقعون أن التقدم في تحليل البيانات الضخمة سيكون له تأثير أكبر على سوق رأس المال المعلوماتي أكثر من إنشاء الإنترنت.

#### قائمة الشركات العاملة في مجال تحليلات البيانات الضخمة:
- تقدم شركة آي بي إم برامج قواعد بيانات مثل آي بي إم دي بي 2 وشركة أنفورميكس والغلاف المعلوماتي، وتطبيقات تحليلات البيانات مثل كوغنوس وإس بي إس إس، وقطاع الخدمات العالمية.[10]
- هوليت-باكارد هي مزود رئيسي لأدوات تحليل برامج البيانات الضخمة.
- أوراكل تطور أوراكلمنتجات الأجهزة والبرامج لمعالجة البيانات الضخمة. وهي تشمل قاعدة بيانات أوراكل نو أس كيو إل [الإنجليزية] وأباتشي هادوب و أوراكل داتا إنتيجريتور [الإنجليزية] وغيرها الكثير.
- ساب هي أكبر مزود للأجهزة البرمجية لمعالجة البيانات الضخمة وتحليلاتها.[11]
- تقدم مايكروسوفت- بالشراكة مع شركة هورتون وُركس [الإنجليزية] أداة "إتش دي إنسايتس" التي تُستخدم لتحليل المعلومات غير المهيكلة المقدمة من مجمعي البيانات.
- جوجل تعمل على تطوير بيق كويري [الإنجليزية] وهو أول نظام أساسي لمعالجة البيانات الضخمة قائم على السحابة.

## مقالات ذات صلة
- نظرية المعلومات
- اقتصاد المعلومات
- محتوى (إعلام)
- نظرية الألعاب
- علم البيانات
- إدارة المعلومات
- إدارة البيانات
- إدارة المحتوى
- إدارة المعرفة